# مایکرافت هلمز
مایکرافت هولمز (انگلیسی: Mycroft Holmes) یک شخصیت ساختگی در داستان شرلوک هلمز، اثر آرتور کانن دویل است.
او برادر شرلوک بوده و به گفته شرلوک هلمز از او باهوش تر است .وی علاقه زیادی به کارآگاهی دارد ولی به دلیل کهولت سن خیلی به آن نمی‌پردازد. شغل او محل بحث است. هلمز در کتاب مترجم یونانی به واتسون گفت که او عاشق اعداد و ارقام است و دفتر حسابداری ای زیر نظر دولت بریتانیا دارد. بعد ها مشخص شد او یک کار محرمانه سیاسی دارد که خودش برای خودش چنین موقعیتی را ساخته است. در این جایگاه تمام تصمیم‌گیری های سیاسی برای او فرستاده میشود و او مصلحت اندیشی این تصمیم را بر عهده دارد. آدمی به شدت خواب آلوده و تنبل ، چاق ، قدبلند و باهوش که علاقه شدیدی به محل کار خود ، باشگاه دیوژنه دارد. باشگاهی که افراد شرمگین و بیزار از خشونت عضو آن هستند و نه کلامی حرف میزنند و نه به جایی نگاه میکنند. او مسیر هر روزه خانه به باشگاه دیوژنه را هر روز تکرار میکند.
او احتمالاً شبیه چرچیل سیاستمدار انگلیسی ترسیم شده ولی این موضوع تایید نشده است.